# FK Radnički Niš
FK Radnički Niš je srbský fotbalový klub z města Niš. Založen byl roku 1923. Na domácí scéně je jeho největším úspěchem třetí místo v jugoslávské lize, které obsadil dvakrát, v roce 1980 a 1981. Na mezinárodním poli je to semifinále Poháru UEFA 1981/82.

## Kompletní výsledky v evropských pohárech
| Sezóna  | Soutěž     | Kolo        | Zem soupeře    | Soupeř              | Doma | Venku |
| ------- | ---------- | ----------- | -------------- | ------------------- | ---- | ----- |
| 1980/81 | Pohár UEFA | 1. kolo     | Rakousko       | LASK Linz           | 2-1  | 4-1   |
|         |            | 2. kolo     | Bulharsko      | Stara Zagora        | 1-0  | 2-1   |
|         |            | 3. kolo     | Nizozemsko     | AZ Alkmaar          | 2-2  | 0-5   |
| 1981/82 | Pohár UEFA | 1. kolo     | Itálie         | SSC Neapol          | 0-0  | 2-2   |
|         |            | 2. kolo     | Švýcarsko      | Grasshoppers Curych | 3-0  | 0-2   |
|         |            | 3. kolo     | Nizozemsko     | Feyenoord           | 2-0  | 0-1   |
|         |            | čtvrtfinále | Skotsko        | Dundee United FC    | 3-0  | 0-2   |
|         |            | semifinále  | Německo        | Hamburger SV        | 2-1  | 1-5   |
| 1983/84 | Pohár UEFA | 1. kolo     | Švýcarsko      | FC St. Gallen       | 3-0  | 2-1   |
|         |            | 2. kolo     | Československo | FK Inter Bratislava | 4-0  | 2-3   |
|         |            | 3. kolo     | Jugoslávie     | Hajduk Split        | 0-2  | 0-2   |